# Литературная Грузия
«Литературная Грузия» (груз. ლიტერატურული საქართველო) — еженедельная газета и ежемесячный журнал литературно-художественной и общественно-политической направленности. Органы Союза писателей Грузии. Печатали художественные произведения, критические статьи, письма читателей, хронику и т. д.

## История
Газета основана 1 ноября 1931 года, выходила под названием «Салитературо газети» («Литературная газета»). Название «Литературули Сакартвело» («Литературная Грузия») получила в 1936 году; с 1943 года — «Литература да хеловнеба» («Литература и искусство»); с 1953 — «Литературули газети» («Литературная газета»). С 1963 года вновь именуется «Литературули Сакартвело». В 1981 году тираж достигал 22 000 экз.
Журнал основан в 1957 году, издавался на русском языке (переводы с грузинского языка). Первый главный редактор — М. Мревлишвили. Главными редакторами в разные годы были К. Лордкипанидзе, Г. Цицишвили, Г. Асатиани, Т. Буачидзе, Р. Миминошвили, З. Абзианидзе, в редколлегию входили Марк Златкин, Георгий Маргвелашвили, Эммануил Фейгин и др.

## Журнал в литературе
В РЕДАКЦИИ ЖУРНАЛА «ЛИТЕРАТУРНАЯ ГРУЗИЯ» В 1970-х ГОДАХ
Камилле Коринтели
Там воздух был прогрет и свеж, и чуть прокурен.
Над плиткой восходил кофейный легкий пар.
Там Межиров бывал, там царствовал Мазурин,
А Леонович ждал последний гонорар.
***